# Estanciano EC
Az Estanciano Esporte Clube, röviden Estanciano, egy brazil labdarúgócsapat, melyet 1956-ban a  Estância városában alapítottak. A Sergipano állami bajnokság és az országos negyedik vonal, a Série D küzdelmeinek részese.

## Játékoskeret
| # |     | Poszt | Név           |
| - | --- | ----- | ------------- |
|   | BRA | K     | Aranha        |
|   | BRA | V     | Alex Lopes    |
|   | BRA | V     | Welton        |
|   | BRA | V     | Junior Bahia  |
|   | BRA | V     | Eduardo Silva |
|   | TGO | KP    | Hamilton      |
|   | BRA | KP    | Oliveira      |
|   | BRA | KP    | Mychel        |
|   | BRA | KP    | Makelele      |
|   | BRA | KP    | Luiz Paulo    |
|   | BRA | CS    | Leandro Netto |
|   | BRA | CS    | Binho         |
|   | BRA | CS    | Da Silva      |
|   | BRA | CS    | Victor        |
|   | BRA | CS    | Leandrinho    |